# Ковальський Юліан
Юліан-Михайло Ковальський (псевдо: «Гарпун») (24 листопада 1918, с. Липівці, Перемишлянський район, Львівська область — 13 травня 1943, с. Чорниж, нині Маневицький район, Волинська область) — сотник УПА (посмертно). Перший начальник штабу УПА на Волині.

## Життєпис

### Дитинство і юність
Народився Юліан Ковальський 24 листопада 1918 року в селі Липівці Перемишлянського району Львівської області в сім'ї священика. Але після смерті батька в 1924 році, Юліан з матір'ю Софією (до шлюбу Паславська) переїхали на Рогатинщину в с. Пуків. Потім навчався у філії української академічної гімназії у Львові, яку закінчив у травні 1938. Восени 1938 Ковальський поступив на юридичний факультет Львівського університету, де його однокурсниками були Олекса Гасин та Володимир Тимчій. Проте з приходом радянської влади у вересні 1939, навчання довелось припинити і перебратись на територію Польщі, окуповану Німеччиною.

### Бойова біографія
Член ОУН, у 1939—41 рр. пройшов військові вишколи за кордоном, керував військовими вишколами молоді на Львівщині (школа в Мостах Великих). Від квітня 1941 командував чотою в батальйоні «Нахтігаль». Після його розформування служив протягом 1942 року в 201-му батальйоні шуцманшафту («Український легіон»).
У листопаді 1942 Юліян Ковальський та Василь Сидор-«Шелест» під час відпустки з шуцманшафт-батальйону виїхали до Києва, де застрелили причетних до загибелі окружного провідника ОУН-Київ Дмитра Мирона-«Орлика» двох агентів гітлерівської СД. Ось повідомлення про це:

| На початку листопада в Києві були застрелені пошуковувач СС і співробітник української допоміжної поліції, обидва службовці управління Поліції безпеки та СД міста Києва. Вбивство скоїли двоє людей в уніформі німецької жандармерії. Без сумніву, йдеться про членів бандерівської групи, які діяли за наказом свого керівника «Могили». Обидва вбитих протягом декількох тижнів успішно працювали з розкриття нелегальної групи Бандери і напали на слід «Могили». Кількість заарештованих у Києві бандерівців до теперішнього моменту виросло до 29 осіб.Оригінальний текст (рос.) В начале ноября в Киеве были застрелены соискатель СС и сотрудник украинской вспомогательной полиции, оба служащие управления Полиции безопасности и СД города Киева. Убийство совершили два человека в униформе немецкой жандармерии. Без сомнения, речь идет о членах бандеровской группы, которые действовали по приказу своего руководителя М о г и л л ы. Оба убитых в течение нескольких недель успешно работали по раскрытию нелегальной группы Бандеры и напали на след М о г и л л ы. Количество арестованных в Киеве бандеровцев к настоящему моменту выросло до 29 человек. |
В січні 1943 р. нелегально перейшов на Волинь, де став заступником крайового військового референта «Сома» (Василя Івахіва) і начальником штабу УПА. Мав звання поручника.
Був активним прихильником співпраці з «бульбівцями» (вояками Тараса Бульби-Боровця) з метою спільних бойових дій проти нацистів. Протягом січня-квітня 1943 р. тривали переговори між Волинським крайовим керівництвом ОУН та представниками Поліської Січі з метою об'єднання повстанських сил. Один із ключових етапів переговорів відбувся 9 квітня у с. Золотолин Костопільського району, де Ковальський представляв бандерівську сторону. Проте обидві делегації лише дійшли домовленості об'єднаних формувань діяти під загальною назвою УПА. 
Загинув у бою з німецьким підрозділом разом з Василем Івахівим і Семеном Снятецьким біля с. Черниж Маневицького району Волинської області. Посмертно підвищений до сотника.

## Вшанування пам'яті
- У багатьох містах України є Вулиця Героїв УПА, до яких належить і Юліан Ковальський.
- 24 листопада 2018 року на державному рівні в Україні відзначається пам'ятна дата — 100 років з дня народження Юліана Ковальського (1918—1943), військового і політичного діяча, сотника УПА.[3]